# 德魯·帕默倫茲
湯瑪斯·安德魯·帕默倫茲（英語：Thomas Andrew Pomeranz，1988年11月22日—），為美國職棒大聯盟的投手，目前效益於芝加哥小熊。他先前曾效力過洛磯、運動家、教士、紅襪、巨人與釀酒人等隊。他在2016年入選明星賽，2018年拿下世界大賽冠軍。

## 職業生涯

### 克里夫蘭印地安人
2010年美國職棒大聯盟選秀，印地安人在首輪第5順位挑走帕默倫茲。他原本在2007年選秀被遊騎兵挑走，不過他當時選擇就讀大學而未與球隊簽約。他在隔年入選全美50大新秀內。

### 科羅拉多洛磯
2011年7月31日，Alex White、Joe Gardner、Matt McBride與帕默倫茲等人被交易至洛磯，印地安人換來烏瓦爾多·希門尼斯。帕默倫茲在該年9月11日登上大聯盟，他主投5局無失分拿下大聯盟首勝。整年他先發4場拿下1勝2敗，防禦率5.40。
2012年5月7日，他敲出大聯盟首轟。該年他先發22場比賽，卻只拿下2勝9敗。隔年他更是只在大聯盟先發4場比賽。

### 奧克蘭運動家
2013年12月10日，洛磯隊將帕默倫茲和Chris Jensen交易至運動家，換來Brett Anderson。2014年他從牛棚出發，出賽9場拿下1勝1敗，防禦率1.98。5月9日，因為丹·史崔利表現不佳，因此帕默倫茲接替成為先發投手。之後他先發8場比賽，拿下4勝3敗，防禦率3.21。6月16日，他因為先發表現不佳怒打木頭椅造成右手受傷，最後進入傷兵名單，由Brad Mills取代先發位置。最後他合計出賽20場，其中10場先發，防禦率2.35寫下生涯新低。
2015年，帕默倫茲轉往牛棚。只有先發9場比賽，最後他該年出賽53場比賽為生涯新高，並拿下3次救援成功。

### 聖地牙哥教士
2015年11月2日，運動家將帕默倫茲、José Torres與一名日後指定球員交易至教士，換來Marc Rzepczynski和Yonder Alonso。2016年上半季，他的防禦率僅2成47，被打擊率更是只有1成84，他也首度入選明星賽。

### 波士頓紅襪
2016年季中，教士隊用帕默倫茲向紅襪隊交易小聯盟新秀Anderson Espinoza。不過這筆交易導致教士隊老闆A. J. Preller被禁賽30天，因為教士隊在交易時隱瞞球員相關醫療資訊。其中帕默倫茲的交易案也深受影響，他在加入紅襪隊後只投出3勝5敗，防禦率4.59的成績。他在美聯分區賽出賽2場，3.2局投球失2分。
2017年，帕默倫茲表現大進步。整年拿下17勝6敗，防禦率3.32。他在美聯分區賽第2場先發，不過他僅投不到3局便失4分吞下敗投。
2018年球季初，帕默倫茲因為屈肌受傷缺陣。他到4月20日才正式歸隊，而在5月底他僅拿下1勝3敗，防禦率6.81。6月份他再度進傷兵，7月底被球隊定為牛棚投手。整季他僅拿下2勝6敗，防禦率6.08。帕默倫茲在世界大賽被球隊登錄進28人名單內，雖然他沒有出賽，不過仍跟著球隊獲得冠軍戒。

### 舊金山巨人
2019年1月23日，他與巨人隊簽下1年150萬美元的合約。不過他先發的表現不盡理想，17場先發拿下2勝9敗，防禦率6.10。他也在7月20日被移往牛棚。

### 密爾瓦基釀酒人
2019年7月31日，巨人隊用帕默倫茲和Ray Black向釀酒人交易Mauricio Dubón。

### 重返聖地牙哥
2019年11月27日，帕默倫茲與教士隊簽下4年合約。他在2020年曾寫下連續18.2局投球無失分的紀錄。
2021年8月14日，帕默倫茲因為進行屈指肌腱撕裂傷手術導致剩餘球季報銷，這年他的防禦率僅1.75。
2022年，帕默倫茲完全沒有出賽。2023年，他又在屈指肌腱進行一項額外的手術。後來他被下放3A進行復健賽，球季結束後成為自由球員。

## 個人生活
帕默倫茲在2016年11月19日結婚。他的哥哥Stu Pomeranz曾於2012年登上大聯盟。他們倆的曾祖父Garland Buckeye曾是一名大聯盟兼美式足球選手。

## 外部連結
- 球員資訊和成績在MLB ，ESPN ，Retrosheet ，Baseball Reference ，Baseball Reference (Minors) ，Fangraphs ，The Baseball Cube ，Baseball Almanac （英文）
- 德魯·帕默倫茲的X（前Twitter）
- 德魯·帕默倫茲在台灣棒球維基館上的頁面（繁體中文）